# Acentroscelus versicolor
Acentroscelus versicolor là một loài nhện trong họ Thomisidae.
Loài này thuộc chi Acentroscelus. Acentroscelus versicolor được Ilka Maria Fernandes Soares miêu tả năm 1942.